# Korfbal 2002-2003
Korfbalseizoen 2002-2003 is een Nederlands korfbalseizoen van het KNKV.

## Veldcompetitie KNKV
In seizoen 2002-2003 was de hoogste Nederlandse veldkorfbalcompetitie in de KNKV de Hoofdklasse; 4 poules waaronder 2 kampioenspoules en 2 degradatiepoules. De beste 4 teams uit de kampioenspoules spelen een kruisfinale, gevolgd door de veldfinale.
 Kampioenspoule A
| pos | club          | gs | w | g | v | pnt | dv  | dt  | dt  |
| --- | ------------- | -- | - | - | - | --- | --- | --- | --- |
| 1.  | PKC/Café Bar  | 6  | 5 | 0 | 1 | 10  | 106 | 89  | +17 |
| 2.  | Fortuna       | 6  | 3 | 0 | 3 | 6   | 91  | 92  | -1  |
| 3.  | Die Haghe     | 6  | 3 | 0 | 3 | 6   | 84  | 90  | -6  |
| 4.  | AKC Blauw-Wit | 6  | 1 | 0 | 5 | 2   | 94  | 104 | -10 |

Kampioenspoule B
| pos | club                | gs | w | g | v | pnt | dv  | dt  | dt  |
| --- | ------------------- | -- | - | - | - | --- | --- | --- | --- |
| 1.  | VADA '25/Rentokil   | 6  | 4 | 0 | 2 | 8   | 99  | 85  | +14 |
| 2.  | Dalto/Human Network | 6  | 4 | 0 | 2 | 8   | 101 | 98  | +3  |
| 3.  | Nic./VCD            | 6  | 3 | 0 | 3 | 6   | 97  | 100 | -3  |
| 4.  | Deetos/Prim Comfort | 6  | 1 | 0 | 5 | 2   | 96  | 110 | -14 |

Degradatiepoule C
| pos | club              | gs | w | g | v | pnt | dv | dt | dt  |
| --- | ----------------- | -- | - | - | - | --- | -- | -- | --- |
| 1.  | HKV/Ons Eibernest | 6  | 4 | 0 | 2 | 8   | 91 | 80 | +11 |
| 2.  | DVO               | 6  | 4 | 0 | 2 | 8   | 87 | 85 | +2  |
| 3.  | De Meeuwen        | 6  | 2 | 1 | 3 | 5   | 84 | 90 | -6  |
| 4.  | ROHDA             | 6  | 1 | 1 | 4 | 3   | 75 | 82 | -7  |

Degradatiepoule D
| pos | club                | gs | w | g | v | pnt | dv | dt | dt  |
| --- | ------------------- | -- | - | - | - | --- | -- | -- | --- |
| 1.  | DOS'46              | 6  | 5 | 0 | 1 | 10  | 97 | 73 | +24 |
| 2.  | Groen Geel          | 6  | 3 | 0 | 3 | 6   | 82 | 84 | -2  |
| 3.  | Oost-Arnhem/Olympia | 6  | 3 | 0 | 3 | 6   | 80 | 75 | +5  |
| 4.  | Excelsior           | 6  | 1 | 0 | 5 | 2   | 63 | 90 | -27 |

### Kruiswedstrijden om degradatie
Uit de 2 degradatiepoules degraderen de nummers 4 direct. Hierna spelen de nummers 2 en 3 van de degradatiepoules nog kruisfinales. De verliezers van deze wedstrijden degraderen ook.
| Degradatiewedstrijd 1 |                     |    |
|                       |                     |    |
| C2                    | DVO                 | 14 |
| D3                    | Oost-Arnhem/Olympia | 18 |

| Degradatiewedstrijd 2 |            |    |
|                       |            |    |
| D2                    | Groen Geel | 23 |
| C3                    | De Meeuwen | 15 |

### Play-Offs en Finale
|  | halve finale        | halve finale |  |         | finale       | finale |
|  |                     |              |  |         |              |        |
|  |                     |              |  |         |              |        |
|  | PKC/Café Bar        | 21           |  |         |              |        |
|  | Dalto/Human Network | 17           |  |         |              |        |
|  |                     |              |  |         | PKC/Café Bar | 17     |
|  |                     |              |  | Fortuna | 16           |        |
|  | VADA '25/Rentokil   | 11           |  |         |              |        |
|  | Fortuna             | 17           |  |         |              |        |

| Veldkampioen van Nederland 2003 |
| ------------------------------- |
| PKC/Café Bar                    |

## Zaalcompetitie KNKV
In seizoen 2002-2003 was de hoogste Nederlandse zaalkorfbalcompetitie in de KNKV de Hoofdklasse; 2 poules met elk 8 teams. De 4 beste teams uit de 2 poules spelen een kruisfinale, gevolgd door de zaalfinale.

 Hoofdklasse A
| pos | club                | gs | w  | g | v  | pnt | dv  | dt  | dt   |
| --- | ------------------- | -- | -- | - | -- | --- | --- | --- | ---- |
| 1.  | Fortuna             | 14 | 13 | 0 | 1  | 26  | 346 | 237 | +109 |
| 2.  | DOS-WK              | 14 | 10 | 0 | 4  | 20  | 273 | 263 | +10  |
| 3.  | AKC Blauw-Wit       | 14 | 9  | 1 | 4  | 19  | 310 | 266 | +44  |
| 4.  | Die Haghe           | 14 | 8  | 0 | 6  | 16  | 303 | 268 | +35  |
| 5.  | De Meervogels       | 14 | 5  | 1 | 8  | 11  | 247 | 261 | -14  |
| 6.  | Oost-Arnhem/Olympia | 14 | 5  | 1 | 8  | 11  | 236 | 275 | -39  |
| 7.  | TOP                 | 14 | 3  | 1 | 10 | 7   | 249 | 306 | -57  |
| 8.  | De Lege Geaën       | 14 | 1  | 0 | 13 | 2   | 221 | 309 | -88  |

Hoofdklasse B
| pos | club                | gs | w  | g | v  | pnt | dv  | dt  | dt  |
| --- | ------------------- | -- | -- | - | -- | --- | --- | --- | --- |
| 1.  | PKC/Café Bar        | 14 | 10 | 2 | 2  | 22  | 289 | 238 | +51 |
| 2.  | Nic./VCD            | 14 | 8  | 4 | 2  | 20  | 282 | 242 | +40 |
| 3.  | Deetos/Prim Comfort | 14 | 10 | 0 | 4  | 20  | 296 | 255 | +41 |
| 4.  | DOS'46              | 14 | 7  | 1 | 6  | 15  | 244 | 269 | +25 |
| 5.  | Dalto/Human Network | 14 | 6  | 1 | 7  | 13  | 244 | 243 | +1  |
| 6.  | HKV/Ons Eibernest   | 14 | 3  | 3 | 8  | 9   | 232 | 265 | -33 |
| 7.  | VADA '25/Rentokil   | 14 | 2  | 3 | 9  | 7   | 245 | 267 | -22 |
| 8.  | Groen Geel          | 14 | 2  | 2 | 10 | 6   | 214 | 267 | -53 |

### Topscoorders van de zaalcompetitie
| Naam            | Club       | Goals |
| --------------- | ---------- | ----- |
| Bob de Jong     | VADA '25   | 96    |
| Desiree Huisman | Groen Geel | 54    |

### Play-offs en finale
|  | halve finale | halve finale |  |              | finale  | finale |
|  |              |              |  |              |         |        |
|  |              |              |  |              |         |        |
|  | Fortuna      | 18           |  |              |         |        |
|  | Nic./VCD     | 12           |  |              |         |        |
|  |              |              |  |              | Fortuna | 23     |
|  |              |              |  | PKC/Café Bar | 17      |        |
|  | PKC/Café Bar | 19           |  |              |         |        |
|  | DOS-WK       | 13           |  |              |         |        |

| Zaalkampioen van Nederland 2003 |
| ------------------------------- |
| Fortuna                         |

## Prijzen
| Award                | Winnaar            | Club    |
| -------------------- | ------------------ | ------- |
| Beste Speler         | André Simons       | PKC     |
| Beste Speelster      | Marloes Preuninger | Fortuna |
| Coach van het Jaar   | Hans Heemskerk     | Fortuna |
| Talent van het Jaar  | Michiel Gerritsen  | Nic.    |
| Talente van het Jaar | Barbara Schouls    | Fortuna |